# Ніколас Вейд
Ніколас Вейд (нар. 1942) — британський науковий журналіст і письменник. Протягом багатьох років працював автором і редактором наукового розділу The New York Times.
Здобув популярність як автор дискусійною книги про вплив спадковості на поведінку людини (A Troublesome Inheritance: Genes, Race and Human History, 2014 року).

## Біографія
Народився в Ейлсбері, Англія . Онук відомого педагога і письменника Лоуренса Бізлі — одного з небагатьох, хто врятувався з "Титаніка" . Закінчив Ітонський коледж. В 1964 році отримав диплом бакалавра мистецтв Королівського коледжу в Кембриджі . У 1979 році емігрував в США.
Працював в науковому відділі журналів Nature (1967—1971) і Science (1972—1982) . У 1982 році пішов на роботу в Нью-Йорк Таймс. Після виходу на пенсію в 2012 році продовжує поза штатом співпрацювати з журналом. Писав редакційні статті, присвячених науці, охороні навколишнього середовища і оборони; пізніше був головним редактором відділу науки.

## Публікації
Написав дві книги, присвячених проблемним аспектам наукових досліджень. Книга "The Nobel Duel: Two Scientists 'Twenty-one Year Race to Win the World's Most Coveted Research Prize " (1980) присвячена боротьбі за науковий пріоритет між Ендрю Шаллі і Роже Гійменом, які отримали на двох Нобелівську премію з фізіології і медицини, за 1977 рік за відкриття пептидних гормонів. На думку «Вашингтон пост» Книжковий світ, це "можливо, найневтішніший опис вчених, з коли-небудь написаних. « Книга» Betrayers of the Truth: Fraud and Deceit in the Halls of Science "(1982), у співавторстві з Вільям Дж. Брод), описує історичні й сучасні приклади наукового шахрайства .

У 2014 році вийшла книга «A Troublesome Inheritance: Genes, Race and Human History», в якій автор стверджує, що еволюція людини відбувалася по-різному в різних місцях, і що відмінності в соціальному устрої різних народів можуть пояснюватися генетичними відмінностями. Книга була піддана різкій критиці на сторінках Нью-Йорк Таймс книжковий огляд; так, Девід Доббс назвав її «глибоко помилковою, що вводить в оману і небезпечною». Понад сто вчених-генетиків і біологів висловили категоричну незгоду з поглядами Уейда на расові відмінності. У спільному листі, опублікованому в Нью-Йорк Таймс 8 серпня 2014 року, зокрема, йдеться :
На підставі неточного і неповного аналізу наших результатів в галузі генетики людини Уейд стверджує, що відмінності країн і народів в рівні інтелекту, політичних інститутів і економічному розвитку пояснюються генетичними причинами і природним відбором. Ми рішуче відкидаємо твердження Вейда про те, що його висновки засновані на наших результатах.
Вейд відкинув ці звинувачення, припустивши, що автори колективного листа не спромоглися ознайомиться з його книгою і лише скріпили своїми підписами чужу думку .
Перу Вейда належать і інші книги з еволюції людини. Before the Dawn: Recovering the Lost History of Our Ancestors (2006), розповідає про «два зниклих періода» в розвитку людини. У книзі The Faith Instinct (2009) мова йде про еволюцію релігійної поведінки.